# Stylidium fasciculatum
Stylidium fasciculatum este o specie de plante dicotiledonate din genul Stylidium, familia Stylidiaceae, ordinul Asterales, descrisă de R. Br. Conform Catalogue of Life specia Stylidium fasciculatum nu are subspecii cunoscute.